# 김상용 (부평구의원)
김상용(金相龍, 1968년 5월 19일~)은 대한민국의 정치인이다. 제6대 인천광역시 부평구의원이었다.

## 학력
- 1975.03.~1981.02. 인천산곡국교 졸업
- 1981.03.~1984.02. 부평서중학교 졸업
- 1984.03.~1987.02. 부평고등학교 졸업
- 2005.02.~2009.02. 한국방송통신대학교 행정학과 학사

## 경력
- 2000.08.~2002.08. 인천광역시 부평구 산곡1동 주민자치위원회 사회복지분과위원장
- 2002.08.~2003.03. 인천광역시 부평구 산곡1동 주민자치위원회 부위원장
- 2003.09.~2005.07. 인천광역시 부평구 사회복지대표협의체위원회 사무위원
- 부곡초등학교 학교운영위원
- 뫼골지역복지센터 대표 소장
- 〈인천 부평구 경제 포럼(인천 21세기 부평의 제2의 경제 성장 도모 포럼)〉의 총무위원 겸 사무위원
- 부평의제21추진협의회 마을경제위원회 마을자치분과위원장
- 2009.01.08.~2011.12.05. 민주노동당 인천 부평구 지역자치위원회 부위원장
- 2010.07~2014.06 제6대 인천광역시 부평구의회 의원
- 2010.07~2012.07 제6대 인천광역시 부평구의회 전반기 도시경제위원회 위원장
- 2010.07~2012.07 제6대 인천광역시 부평구의회 전반기 예산결산특별위원회 위원
- 2010.10~2012.05 제6대 인천광역시 부평구의회 공무국외여행심사위원회 위원
- 2011.12.06.~2012.09.13. 통합진보당 인천 부평구 지역자치위원회 부위원장
- 2012.07~2014.06 제6대 인천광역시 부평구의회 후반기 도시환경위원회 위원
- 2015.07~2019.07 정의당 인천시당위원회 부평구 을 지역분과위원장

## 역대 선거 결과
|  | 16.55% |

|  | 22.55% |

|  | 17.69% |

|  | 11.00% |

|  | 28.01% |

|  | 13.74% |

|  | 9.79% |